# Godefroi Charles Henri de La Tour d’Auvergne

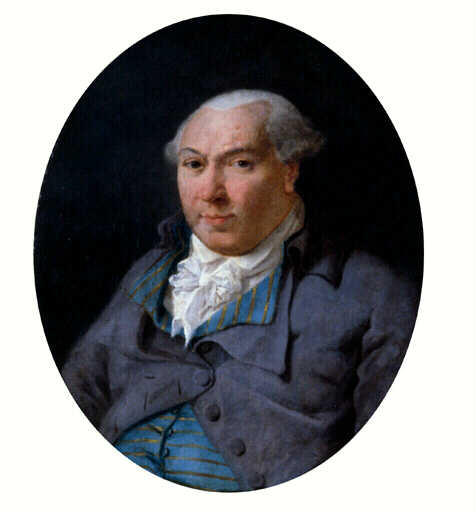
Porträt von Godefroi Charles Henri de La Tour d'Auvergne, Duc de Bouillon, 1775, Jean François Colson (1733–1803), Musée d’Évreux

Godefroi Charles Henri de La Tour d'Auvergne (* 26. Januar 1728; † 3. Dezember 1792 im Château de Navarre bei Évreux) war Herzog von Bouillon (1771–1791), Albret und Château-Thierry, Graf von Évreux, Pair von Frankreich und Großkammerherr von Frankreich.

## Leben
Godefroi Charles Henri de La Tour d’Auvergne war der Sohn von Charles Godefroi de La Tour d’Auvergne (1706–1771) und Maria Karolina Sobieska (1697–1740).
1740 wurde er Colonel général de la Cavalerie, am 20. März 1747 Brigadier de Cavalerie, am 10. Mai 1747 Maréchal des Camps et Armées du Roi. Ebenfalls 1747 wurde er Großkammerherr von Frankreich (en survivance), dieses Amt gab er 1775 wieder ab. Mit dem Tod seines Vaters erbte er 1771 das Vermögen und die Titel der Familie.
1744 nahm er in der Armee, die vom Marschall von Sachsen kommandiert wurde, an seinem ersten Feldzug teil, kämpfte in Schlacht bei Fontenoy (11. Mai 1745), der Schlacht bei Roucourt (11. Oktober 1746) und der Schlacht bei Lauffeldt (2. Juli 1747). 1748 und 1758 kommandierte er die Kavallerie.
Das Herzogtum Bouillon verlor er 1791 während der Französischen Revolution. Er starb am 3. Dezember 1792 im Château de Navarre bei Évreux.

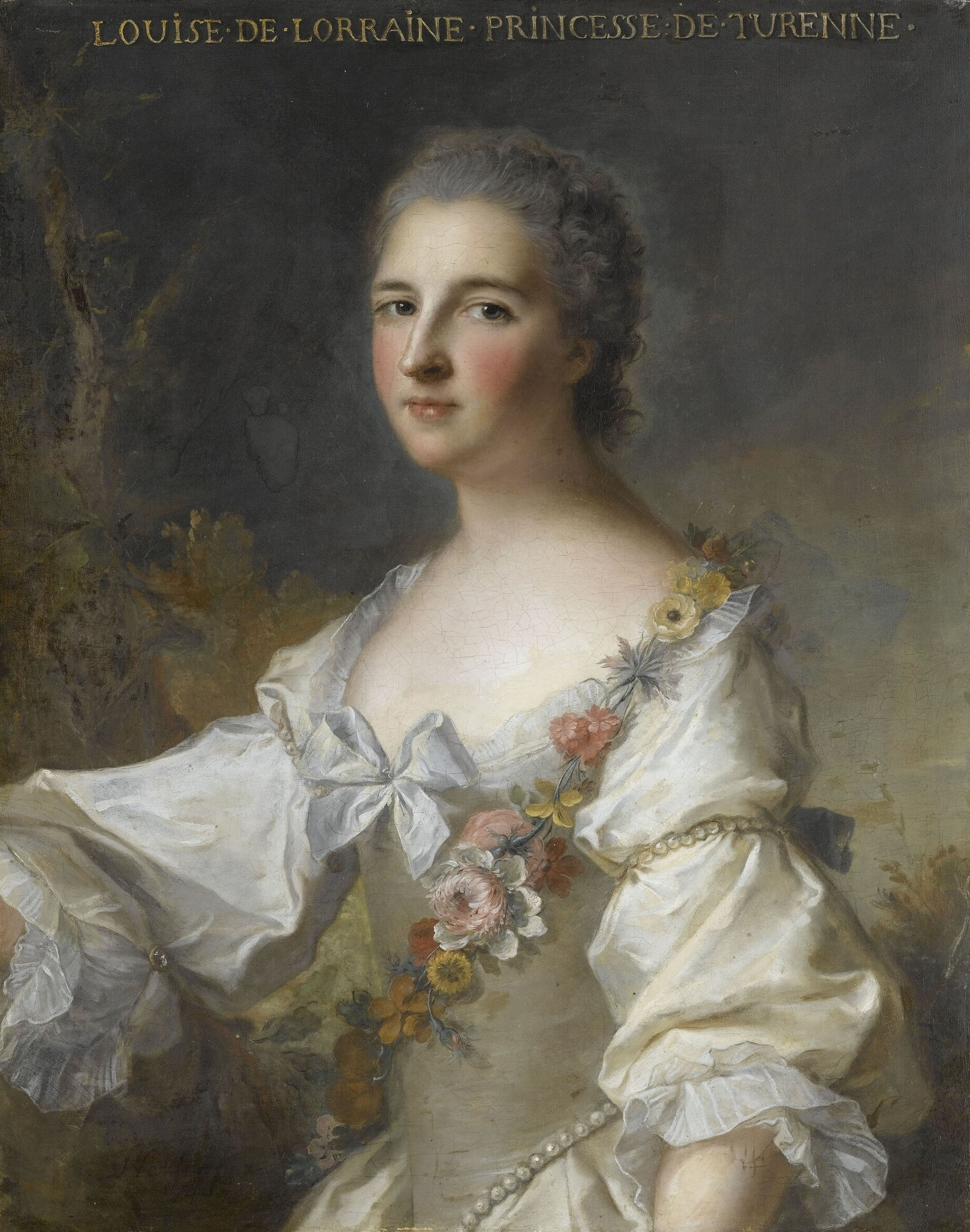
Porträt von Louise de Lorraine, Princesse de Turenne, 1746, Jean-Marc Nattier, Schloss Versailles

## Ehe und Familie
Am 27. September 1743 heiratete er in erster Ehe Louise Henriette Gabrielle de Lorraine-Marsan (* 30. Oktober 1718; † 5. September 1788), Tochter von Charles Louis de Lorraine, Comte de Marsan, Prince de Pons, und Elisabeth de Roquelaure (Haus Guise). Ihre Kinder waren:
- Jacques Léopold Charles Godefroi (* 15. Januar 1746; † 7. Februar 1802), Titularherzog von Bouillon, Herzog von Albret und Château-Thierry; ⚭ 17. Juli 1766 Marie Hedwig Eleonore Christane von Hessen-Rheinfels-Rotenburg (* 26. Juni 1748; † 27. Mai 1801), Tochter von Landgraf Konstantin von Hessen-Rheinfels-Rotenburg und Maria Eva Sophia von Starhemberg
- Charles Louis Godefroi (* 22. September 1749; † 23. Oktober 1767), dit le Prince d’Auvergne, Domherr in Straßburg
- Louis Henri (* 20. Februar 1753; † 7. März 1753), dit le Duc d‘Albret
- Tochter (* u. † 3. April 1756).

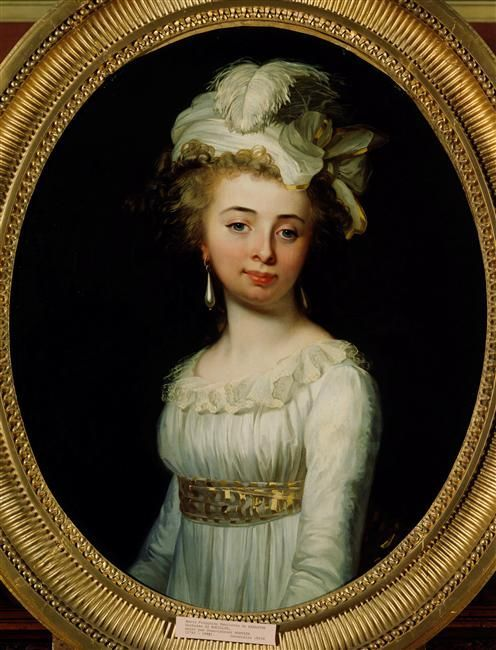
Marie-Françoise Henriette de Banastre, Duchesse de Bouillon, 1789, Jean-Laurent Mosnier, Musée d’Évreux

Am 23. Mai 1789 heiratete er in Évreux in zweiter Ehe Marie-Françoise-Henriette de Banastre (* 7. Februar 1775 in Évreux; † 3. Mai 1816 in Rouen), Tochter von Louis Alexandre Henri de Banastre (1736–1792), Seigneur de Parfondeval, Baron de Fauvillé, und Marie Françoise Eléonore Josèphe Letellier d’Irville (1756–1818), sie heiratete 1798 in zweiter Ehe Richard Désiré Hay de Slade, Comte de Slade.